# Udea nigrescens
Udea nigrescens là một loài bướm đêm thuộc họ Crambidae. Nó là loài đặc hữu của Kauai, Oahu, Molokai và Maui.
Ấu trùng ăn các loài Abutilon, Sida cordifolia và Sida rhombifolia.